# Passing (sociologia)
|  | Per a altres significats, vegeu «Passing». |

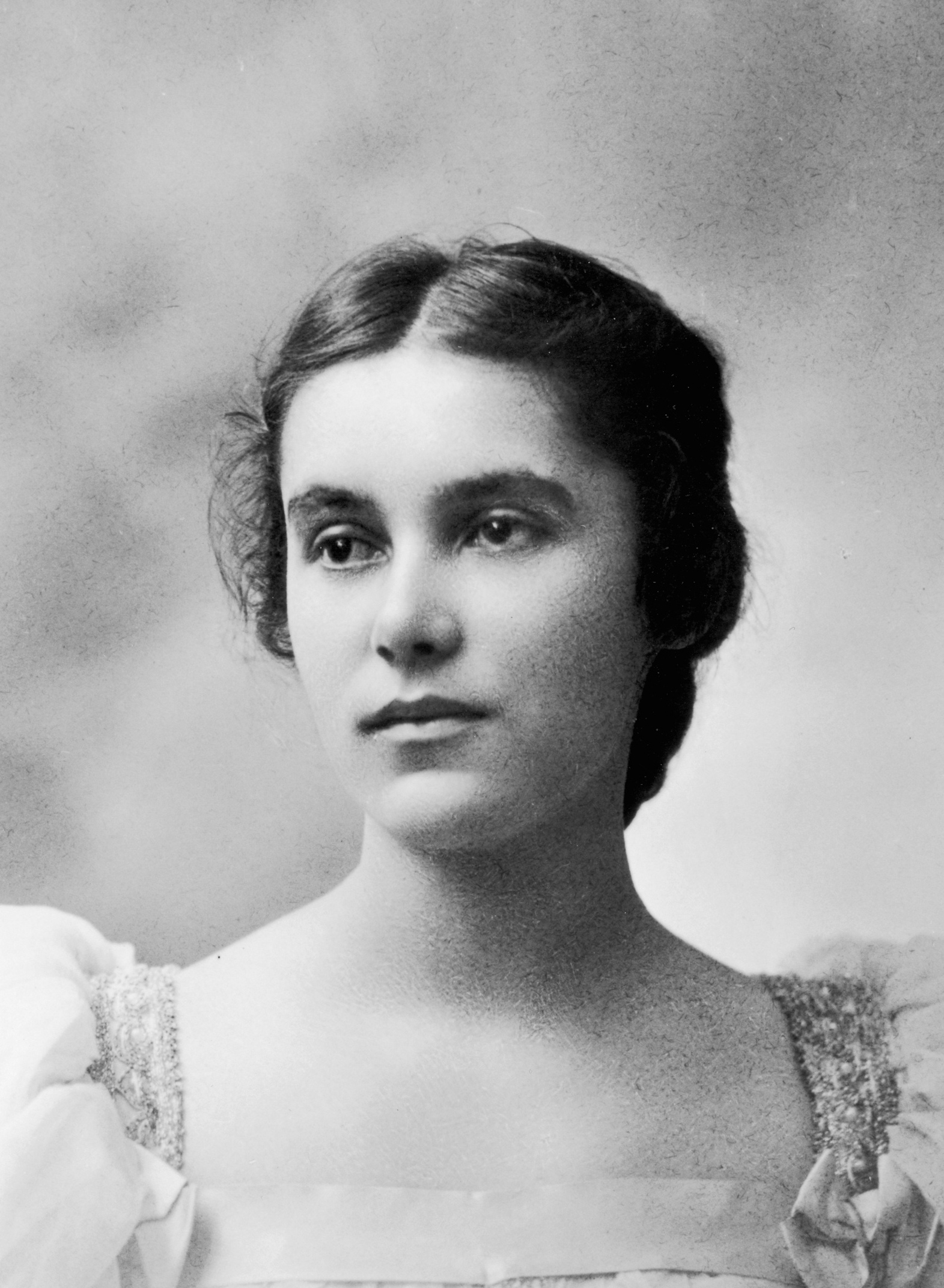
Anita Florence Hemmings, la primera afroamericana a graduar-se al Vassar College, que va «passar» per blanca per motius socioeconòmics.

El passing és la capacitat d'una persona de ser considerada com a membre d'un grup o categoria d'identitat, sovint diferent de la seva, que pot incloure identitat racial, ètnia, casta, classe social, orientació sexual, gènere, religió, edat i/o estat de discapacitat. El passing pot donar lloc a privilegis, recompenses o un augment de l'acceptació social, o servir per fer front a l'estigma. Així, el pas pot servir com una forma d'autoconservació o autoprotecció en casos en què expressar la pròpia identitat real o prèvia pot ser perillós. La superació pot requerir l'acceptació en una comunitat i també pot comportar una baixa temporal o permanent d'una altra comunitat a la qual pertanyia anteriorment una persona. Així, la mort pot provocar la separació del propi jo original, la família, els amics o les experiències de vida prèvies. Tot i que l'aprovació reeixida pot augmenta la seguretat econòmica, la seguretat i evitar l'estigma, pot implicar un peatge emocional. Per mor de negar la identitat anterior, pot provocar depressió o auto-odi.
En anglès, el terme és simplement la nominalització del verb to pass en el seu ús fraseal amb per o com, com una falsificació passar per l'article genuí o un impostor que passa per una altra persona. El terme és habitual almenys des de la fi de la dècada de 1920.

## Ètnia i raça

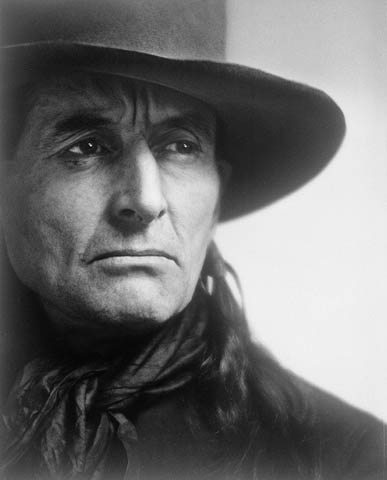
L'anglès Archibald Belaney, que es va «reinventar» com a Mussol Gris, retratat per Yousuf Karsh (1936). Nascut a Anglaterra, Belaney va anar al Canadà i, entre els no nadius, va passar amb èxit com a persona de les Primeres Nacions durant molts anys.

Històricament i genealògicament, el terme passing s'ha referit a nord-americans de raça mixta o birracial que s'identifiquen o se'ls percep com a pertanyents a un grup racial diferent. A Passing and the Fictions of Identity, Elaine Ginsberg cita un anunci de l'esclau fugitiu Edmund Kenney com a exemple de passing racial; Edmund Kenney, una persona biracial, va poder passar per blanc als Estats Units a la dècada del 1800. A l'entrada «Passing» per del GLBTQ Encyclopedia Project, Tina Gianoulis afirma, «per als afroamericans de pell clara durant els temps d'esclavitud i els períodes intensos de resegregació racial que hi van seguir, passar per blanc va ser una eina de supervivència que els va permetre guanyar l'educació i l'ocupació que els haurien denegat si haguessin estat reconeguts com a persones «de color». Des d'aleshores, el terme passing s'ha ampliat per incloure altres ètnies i categories d'identitat. Els grups discriminats a l'Amèrica del Nord i Europa poden modificar els seus accents, vocabulari, manera de vestir, hàbits de cura personal i fins i tot els noms en un intent de d'assimilar-se a membres d'un grup majoritari o d'un grup minoritari privilegiat.
La novel·la autobiogràfica Passing (1929), de Nella Larsen, va ajudar a establir el terme després de diversos anys d'ús anterior. L'autora és una afroamericana/caucàsica mixta que passa per blanca; l'any 2021 se'n va fer una versió cinematogràfica, dirigida per Rebecca Hall. La novel·la va ser escrita durant el Renaixement de Harlem, quan el passing era habitual tant al món real com a la ficció. Des del Moviment pels Drets Civils de la dècada del 1960, l'orgull racial va reduir el pes que es donava al passing com un tema important per als negres estatunidencs. Tot i així, persones biracials continuen fent un «passing» gràcies a l'aparença o amagant els seus antecedents.
A l'article «Adjusting the Borders: Bisexual Passing and Queer Theory», Jessa Lingel parla de la noció de l'escriptora bell hooks del passing racial juntament amb la discussió sobre el fet que persones bisexuals també en fan.
Els gitanos també tenen una història de passing, sobretot als Estats Units, sovint dient als forasters que pertanyen a altres ètnies com ara la llatina, grega, d'Orient Mitjà o nadius nord-americans.

## Classe social i casta
El passing de classe, similar al passing racial i de gènere, és l'ocultació o la tergiversació de la pròpia classe social. A Class-Passing: Social Mobility in Film and Popular Culture, Gwendolyn Audrey Foster suggereix que el passing racial i de gènere són sovint estigmatitzats, mentre que el passing de classe és generalment acceptat com a comportament normatiu. El passing de classe és habitual als Estats Units i està vinculat a les nocions del somni americà i de la mobilitat de classe ascendent.
Les novel·les en anglès que inclouen el tema del passing de classe inclouen The Talented Mr. Ripley (de Patricia Highsmith), Anne of Green Gables (de Lucy Maud Montgomery) i les novel·les d'Horatio Alger. Pel·lícules com Catch Me If You Can, My Fair Lady, Pinky, ATL i Andy Hardy Meets Debutante inclouen personatges que fan passing de classe. El passing de classe també figura en programes de telerealitat com Joe Millionaire: els concursants sovint estan immersos en exhibicions de gran riquesa material o poden haver d'ocultar el seu estatus de classe.

## Sexualitat i gènere

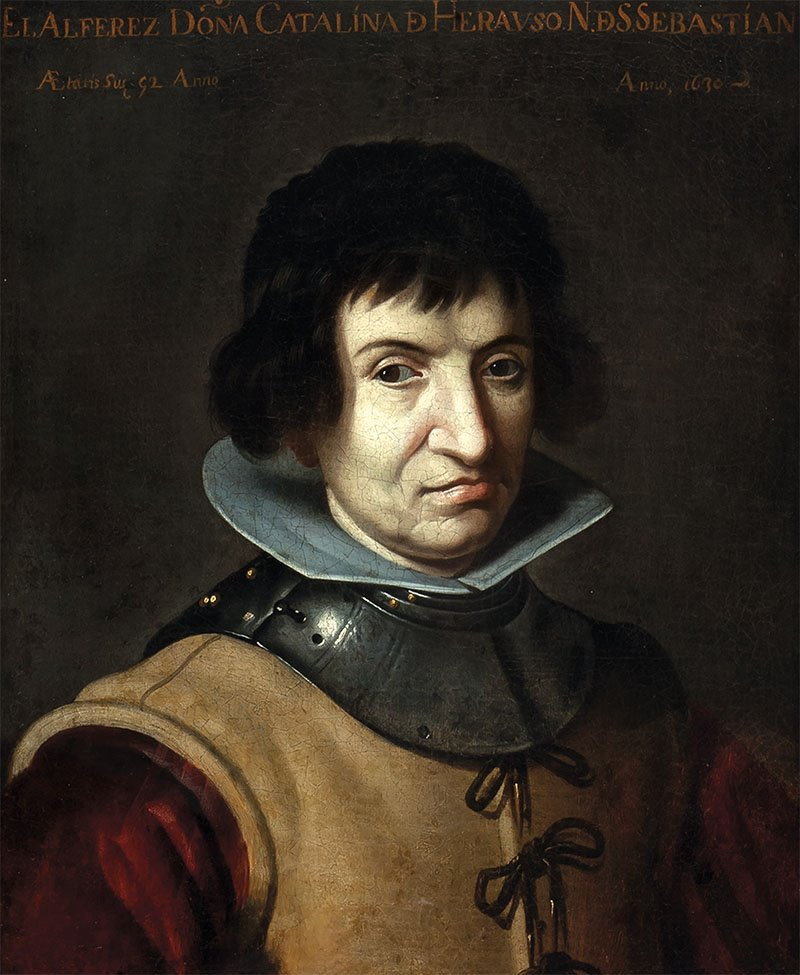
Catalina Erauso fou una monja basca que va fugir del convent per unir-se a l'exèrcit i lluitar contra els indis de Xile i Perú; els seus èxits militars la van fer ascendir fins al rang d'alferes. Pintura atribuïda a Juan van der Hamen y León (ca. 1626).

La percepció de l'orientació sexual d'un individu es basa sovint en la seva identitat visual. El terme identitat visual es refereix a l'expressió d'identitats personals, socials i culturals a través del vestit i l'aparença. A Visible Lesbians and Invisible Bisexuals: Appearance and Visual Identities Among Bisexual Women es proposa que a través de l'expressió d'una identitat visual, altres «llegeixen» la nostra aparença i fan suposicions sobre la nostra identitat més àmplia. Per tant, la identitat visual és una eina destacada de comunicació no verbal. El concepte de passing es mostra a la investigació feta per Jennifer Taub en el seu treball Bisexual Women and Beauty Norms. Algunes participants de l'estudi van dir que van intentar vestir-se com el que percebien com heterosexual quan estaven amb un home, mentre que altres van dir que van intentar vestir-se més com una «lesbiana». Això exemplifica com les identitats visuals poden alterar molt els supòsits immediats de la sexualitat de les persones. Per tant, en presentar-se com a heterosexual fa passing de manera efectiva.
El passing per l'orientació sexual es produeix quan l'orientació sexual percebuda d'una persona difereix de l'orientació sexual amb la qual s'identifica. A l'entrada «Passing» per al GLBTQ Encyclopedia Project, Tina Gianoulis assenyala «la presumpció d'heterosexualitat en la majoria de les cultures modernes», que en algunes parts del món, com els Estats Units, pot ser efectivament obligatòria, «la majoria d'homes gais i lesbianes, de fet, passen gran part de la seva vida passant per heterosexuals, fins i tot quan no ho fan intencionadament." La frase «a l'armari» es pot utilitzar per descriure una persona que amaga la seva orientació sexual. A Passing: Identity and Interpretation in Sexuality, Race, and Religion, María Carla Sánchez i Linda Schlossberg afirmen que «l'ordre social dominant sovint implora als gais que es quedin a l'armari (per passar)». Les persones poden optar per romandre «a l'armari», o passar per heterosexuals, per diverses raons. Alguns exemples d'aquests motius inclouen el desig de mantenir relacions positives amb la família i polítiques o requisits associats a la feina. «Don't ask, don't tell» va ser un exemple d'una política dels Estats Units que requeria passar per heterosexual dins l'exèrcit o les forces armades.
A causa de l'esborrament bisexual, alguns individus bisexuals poden sentir la necessitat de passar dins de cercles presumptament predominantment heterosexuals, així com fins i tot dins dels cercles LGBTQ per por a l'estigma. A Adjusting the Borders: Bisexual Passing and Queer Theory, Jessica Lingel escriu: «Les ramificacions de negar-se una esfera pública en la qual practicar una identitat sexual que no s'etiqueta com a llicenciosa o oportunista porten algunes dones a recórrer a la fabricació de perfils d'homosexualitat o heterosexualitat per prometre filiació a una comunitat.»
El passing de gènere es refereix a quan un individu és percebut com a pertanyent a un grup d'identitat de gènere que difereix del gènere amb el qual se li va assignar en néixer. A Passing and the Fictions of Identity, Elaine Ginsberg ofereix la història de Brandon Teena com a exemple de passing de gènere als Estats Units. Al néixer li van assignar dona, però va viure com un home. El 1993, Brandon es va traslladar a Falls City (Nebraska), on va poder passar per home. Tanmateix, quan els membres de la comunitat van descobrir que Brandon havia estat assignada dona en néixer, dos homes de la comunitat van la van assassinar. Ginsberg cita a més Billy Tipton, un músic de jazz a qui també se li va assignar dona en néixer, però que va viure i actuar com a home fins a la seva mort el 1989, com un altre exemple de passing de gènere. Dins de la comunitat transgènere, el passing es refereix a la percepció o reconeixement d'una persona trans com a pertanyent a la identitat de gènere a la qual està en transició més que al sexe o gènere que se li va assignar en néixer.

## Religió

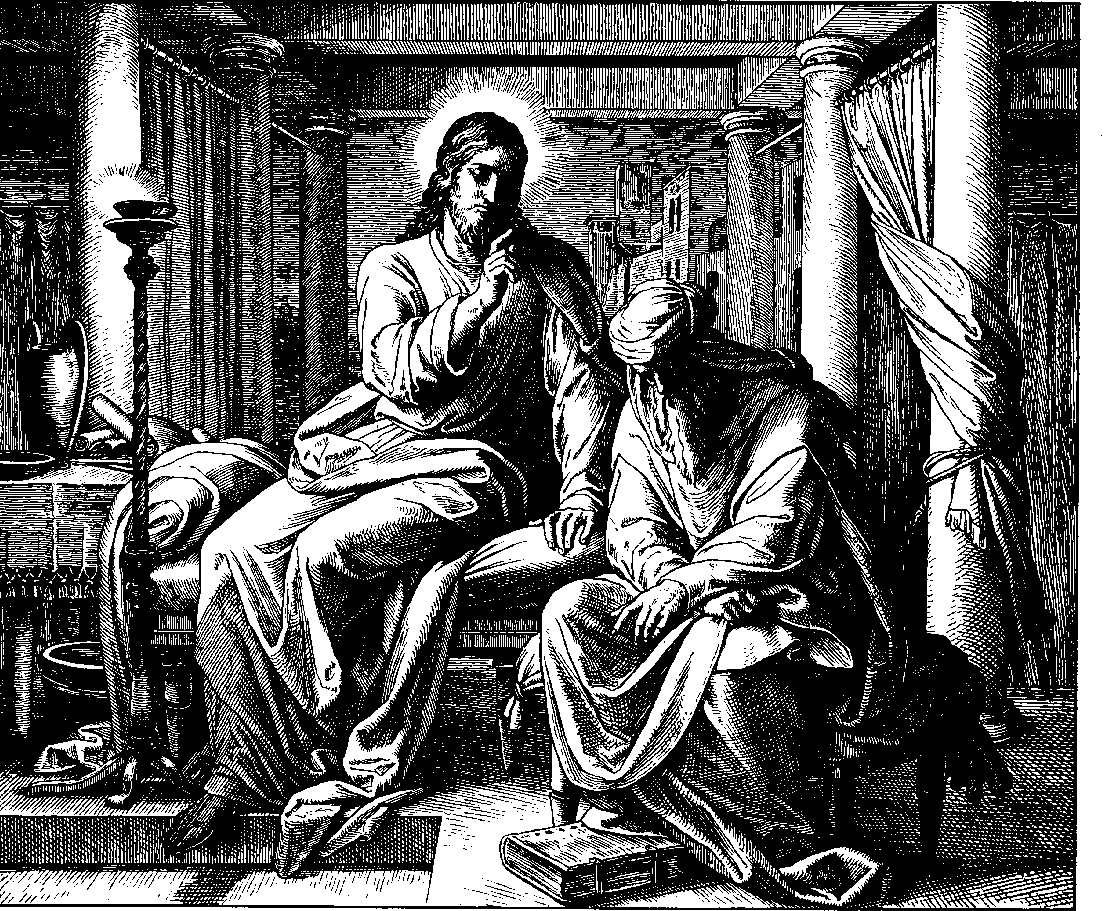
Nicodem visitant secretament Jesús de Natzaret a la nit. Donà peu al terme nicodemisme, que és la pràctica de la dissimulació religiosa, tergiversant públicament la seva fe per ocultar les seves creences reals.

Passar com a membre d'una religió diferent o com a no religiós no és estrany entre les comunitats religioses minoritàries. A l'entrada «Passing» per al GLBTQ Encyclopedia Project, Tina Gianoulis afirma que «en èpoques d'antisemitisme rabiós a Europa i Amèrica, moltes famílies jueves també es van convertir al cristianisme o es van fer passar per cristianes» per sobreviure. Els homes jueus circumcisos a Alemanya durant la Segona Guerra Mundial van intentar restaurar els seus prepucis com a part de passar per gentils. La pel·lícula Europa Europa explora aquest tema. A l'Islam xiïta hi ha la doctrina de la taqiyya, per la qual es permet legalment negar l'Islam i professar una altra fe (tot i que en secret es manté com a musulmà) si la vida pròpia està en perill. També és de costum en diverses religions minoritàries a l'Orient Mitjà com els alauites i els drusos.

## Capacitat o discapacitat
El passing de discapacitat pot referir-se a l'ocultació intencionada de la deficiència per tal d'evitar-ne l'estigma; no obstant això, també pot descriure l'exageració d'una dolència o deficiència per tal de rebre algun benefici, que pot prendre la forma d'atenció o cura. A Disability and Passing: Blurring the Lines of Identity, Jeffrey Brune i Daniel Wilson defineixen el passing de capacitat o discapacitat com «les maneres en què els altres imposen, intencionadament o no, una identitat específica de discapacitat o no discapacitat a una persona». De la mateixa manera, a «Compulsory Able-Bodiedness and Queer/Disabled Existence», Robert McRuer argumenta que «el sistema de corporalitat capaç obligatòria… produeix discapacitat».

### Passar per discapacitat
Les persones amb discapacitat poden exagerar les seves discapacitats quan són avaluades per obtenir atenció mèdica o adaptacions, sovint per por que se'ls negui el suport. «Hi ha massa agències
 amb el propòsit ostensible d'ajudar-nos que encara creuen que, sempre que tècnicament puguem fer alguna cosa, com ara caminar com els crancs fins a una estació de metro, hauríem de fer-ho», escriu Gabe Moses, un usuari de cadira de rodes que té una capacitat limitada per caminar. Aquestes pressions poden provocar que les persones amb discapacitat exagerin els símptomes o es cansin el seu cos abans d'una avaluació perquè siguin vistes en un «mal dia» en lloc d'un «bon dia».

### Passar per no discapacitat

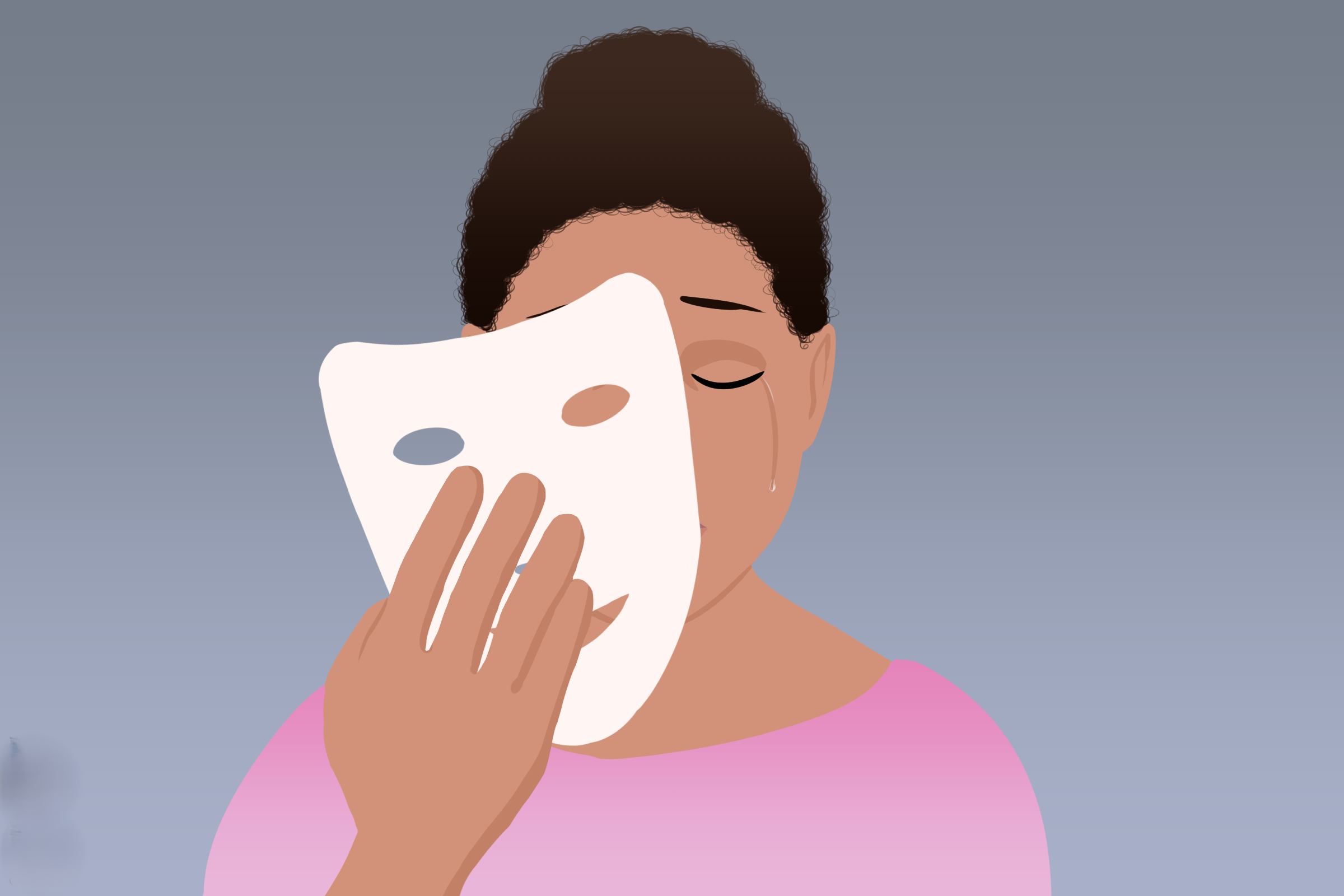
L'"emmascarament» és l'acte d'ocultar voluntàriament la pròpia personalitat, com darrere d'una màscara física metafòrica.

Les persones amb discapacitats «invisibles», com les persones amb malalties mentals, discapacitats intel·lectuals o cognitives o discapacitats físiques que no són immediatament òbvies per a altres, com ara la síndrome de l'intestí irritable, la malaltia de Crohn o la colitis ulcerosa, poden triar si revelar o no la seva identitat o passar per «normal». Tot i que fer-se passar per persones sense discapacitat pot protegir contra la discriminació, també pot provocar la manca de suport o acusacions de fingir.
Les persones autistes poden emprar estratègies conegudes com a «emmascarament» o «camuflatge» per tal de passar per no discapacitats. Això pot implicar comportaments com suprimir o redirigir moviments repetitius, evitar parlar dels propis interessos o fingir un somriure en un entorn que es percep com incòmode o angoixant. Es pot fer emmascarament per reduir el risc d'ostracisme o abús. L'emmascarament autista es correlaciona amb un major risc de depressió i suïcidi. També pot portar a l'esgotament.
Les persones amb deficiències o discapacitats físiques visibles, com les persones amb discapacitat de mobilitat, fins i tot les persones que utilitzen cadires de rodes o vehicles de mobilitat, s'enfronten a reptes més grans per ocultar la seva discapacitat.

## Interseccional
Tot i que el passing es pot produir sobre la base d'una única identitat subordinada, com ara la raça, sovint les ubicacions interseccionals de les persones impliquen múltiples identitats marginades. La interseccionalitat proporciona un marc per veure la naturalesa interconnectada dels sistemes opressius i com hi interactuen múltiples identitats. Els homes asiàtics gais posseeixen dues identitats subordinades clau que, en combinació, els creen reptes únics quan fan passing. De vegades, aquests homes han de passar per heterosexuals per evitar l'estigma, però al voltant d'altres homosexuals poden intentar passar per persones no racialitzades o blancs per evitar el desinterès o fetitxisme que sovint es troben en revelar l'identitat asiàtica. En reconèixer la intersecció oculta dels aspectes de gènere dels estereotips masculins gais i asiàtics, aquestes dues experiències diferents tenen encara més sentit. Els homes gais sovint són estereotipats com a efeminats i, per tant, no prou masculins. Els estereotips que caracteritzen els homes asiàtics com a massa sexuals (hipermasculins) o massa femenins (hipomasculins) o fins i tot tots dos també mostren la naturalesa de gènere dels estereotips racials. Per tant, passar per la categoria dominant de la raça o la sexualitat també significa sovint passar per la correcció de gènere. Quan els homes transgènere negres transiten al lloc de treball i deixen d'identificar-se com a dones per passar com homes cisgènere, els estereotips racials de gènere que caracteritzen els homes negres com a massa masculins i violents poden afectar com s'interpretaran els comportaments anteriorment acceptables. Tal com va descobrir un d'aquests homes trans negres, havia passat de «ser una dona negra desagradable a un home negre espantós» i, per tant, va haver d'adaptar el seu comportament als guions de gènere per passar.